# Chusaris tesellata
Chusaris tesellata är en fjärilsart som beskrevs av George Francis Hampson 1893. Chusaris tesellata ingår i släktet Chusaris och familjen nattflyn. Inga underarter finns listade i Catalogue of Life.